# Antoine Pohu
Antoine Pohu (* 27. April 1999 in Luxemburg-Stadt) ist ein luxemburgischer Schriftsteller. Er ist als Dramatiker, Lyriker, Romancier, Übersetzer, Librettist, Erzähler und Kritiker tätig.

## Leben und Wirken
Antoine Pohu besuchte Schulen in Luxemburg-Stadt, wo er auch 2018 sein Abitur machte. Er studierte Geschichte und Theaterwissenschaften in Brüssel mit Master-Abschluss.
Der Schriftsteller lebt abwechselnd in Brüssel, wo er auch in diversen Theaterprojekten tätig ist und in Luxemburg-Stadt.

## Literarisches Schaffen
Antoine Pohu ist vielfältig literarisch tätig, so schreibt er Romane, ist Autor von Kurzgeschichten, kann Veröffentlichungen in Zeitschriften, Zeitungen und Anthologien vorweisen, hat Literatur ins Französische übersetzt, war Librettist einer Oper mit Flüchtlingen als Darstellern. Auch Lyrik hat er veröffentlicht, im Le Journal des poètes und als Kritiker für die luxemburgische Zeitung Tageblatt ist er ebenfalls tätig. Zusammen mit einem weiteren wichtigen luxemburgischen Autor seiner Generation, Maxime Weber, schrieb er das Theaterstück Zoowaasch, 2022.
Zu denen oft in seinen Romanen und  Texten behandelten Themen gehören Freundschaft, Einsamkeit und Selbstfindung. Hauptsächlich schreibt er in Französischer Sprache.
Antoine Pohu gehört neben Maxime Weber zu den wichtigsten Schriftstellern seiner Generation in der luxemburgischen Literatur.

## Werk
- La Quête,  Verlag Op der Lay, 2020, Roman.
- Parfois la nuit se tait,  Capybarabook, 2023, Roman.
- Après nos désirs,  2025, Roman.

## Preise und Auszeichnungen (Auswahl)
- Prix Laurence de la Commune de Bettembourg, 2018.
- Concours littéraire national für seinen Roman La Quête mit dem 1. Preis in der Kategorie Junge Autoren zwischen 15 und 25 Jahren ausgezeichnet, 2019.